# Ichoria improcera
Ichoria improcera är en fjärilsart som beskrevs av Max Wilhelm Karl Draudt 1915. Ichoria improcera ingår i släktet Ichoria och familjen björnspinnare. Inga underarter finns listade i Catalogue of Life.